# Squid (broń)

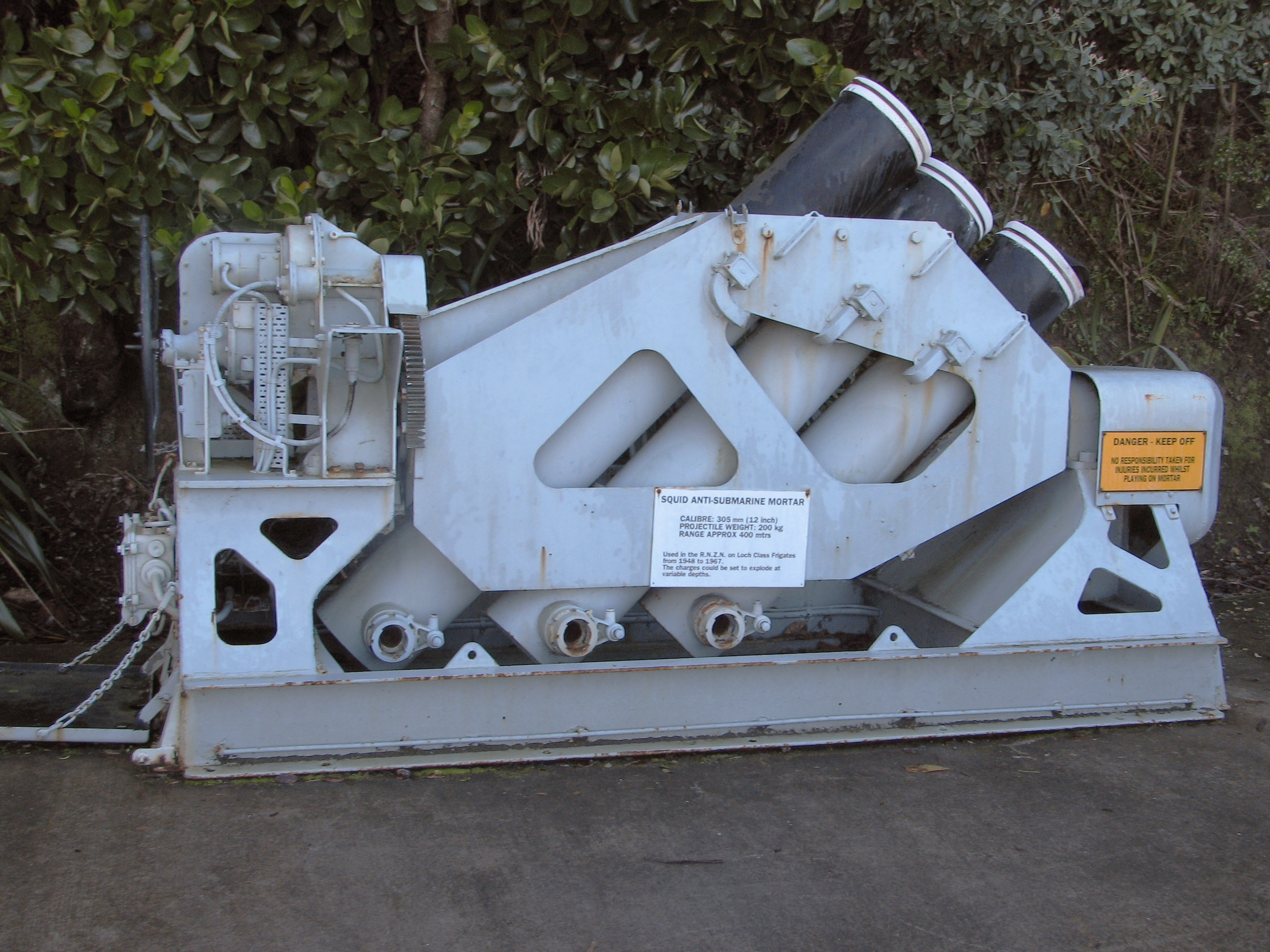
Moździerz Squid znajdujący się w muzeum marynarki wojennej w Devonport w Nowej Zelandii

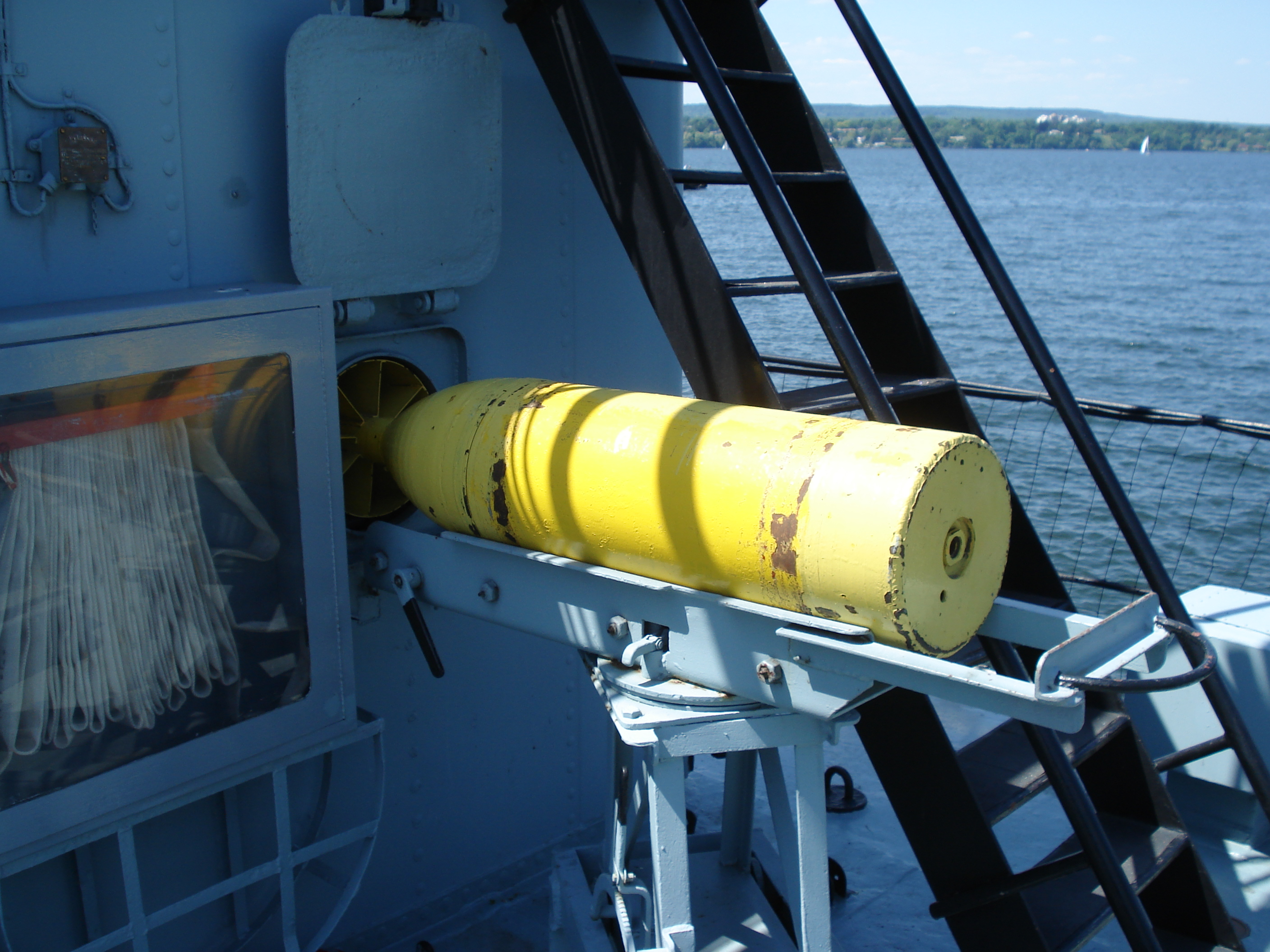
Pocisk na HMCS "Haida"

Squid – brytyjska broń przeciwko okrętom podwodnym z czasów II wojny światowej. Był to rodzaj miotacza (moździerza) montowanego na pokładach okrętów wystrzeliwującego stosunkowo niewielkie bomby głębinowe z zapalnikiem czasowym. Squid był następcą systemu Hedgehog.

## Historia
Pierwszy prototyp urządzenia wszedł do użytku w maju 1943 roku na pokładzie niszczyciela HMS "Ambuscade", natomiast pierwszy skuteczny atak nastąpił 31 lipca 1944 roku, kiedy to fregata HMS "Loch Killin" zatopiła U-Boota U-333. W sumie przy użyciu tej broni zostało przeprowadzonych 50 ataków, z czego 17 zakończyło się zatopieniami, co wskazuje na bardzo wysoką jej skuteczność (34% – dla porównania zwykła bomba głębinowa miała skuteczność ok. 7%).
Do końca wojny w broń tego typu zostało wyposażonych ok. 70 alianckich jednostek. W sumie wyprodukowano 195 sztuk, a produkcja zakończyła się w 1959 roku. System został zastąpiony nowocześniejszym moździerzem Limbo. Ostatni strzał oddano w kwietniu 1977 roku.

## Budowa i działanie
Broń składała się z trzech sprzężonych moździerzy o kalibrze 12" (305 mm). Lufy były ustawione tak, aby pociski wpadały w wodę tworząc trójkąt o boku ok. 37 m (40 jardów). Zasięg strzału był ustawiony na stałe na 250 m (275 jardów) przed okrętem.
Wystrzeliwany pocisk miał masę 177 kg (290 funtów) z ładunkiem wybuchowym o masie 94 kg (207 funtów). Głębokość detonacji była ustawiana zapalnikiem czasowym (automatycznie dzięki sprzężeniu z asdikiem) i maksymalnie wynosiła ok. 280 m (900 stóp). Wszystkie trzy pociski wybuchały jednocześnie.
Zazwyczaj moździerze Squid były montowane parami i strzelały jedną salwą w taki sposób, że 3 pociski wybuchały ok. 8 m (25 stóp) nad celem, a trzy tyle samo poniżej celu tworząc falę miażdżącą kadłub okrętu podwodnego.

## Dane techniczne
- kaliber: 12" (305 mm),
- masa pocisku: 177 kg (290 funtów),
- ładunek wybuchowy: 94 kg (207 funtów),
- materiał wybuchowy: amatol (mieszanina 50% saletry amonowej i 50% trotylu), później minol (mieszanina 80% amatolu i 20% sproszkowanego aluminium),
- zasięg: 250 m (275 jardów),
- maksymalna głębokość detonacji: 274 m (900 stóp),
- prędkość zanurzania: 13,3 m/s (43,5 stopy na sekundę),
- masa zestawu: 10 ton.